# (3412) Kafka
(3412) Kafka est un astéroïde de la ceinture principale d'astéroïdes.

## Description
(3412) Kafka est un astéroïde de la ceinture principale d'astéroïdes. Il fut découvert par Randolph L. Kirk et Donald James Rudy le 10 janvier 1983 à l'observatoire Palomar. Il présente une orbite caractérisée par un demi-grand axe de 2,22 UA, une excentricité de 0,103 et une inclinaison de 2,97° par rapport à l'écliptique.
Il fut nommé en hommage à l'écrivain de Prague et de langue allemande, Franz Kafka.

## Compléments